# الکس مرت
الکس مرت (انگلیسی: Alex Meret؛ زادهٔ ۲۲ مارس ۱۹۹۷) یک بازیکن فوتبال اهل ایتالیا است که برای باشگاه ناپولی بازی می‌کند.

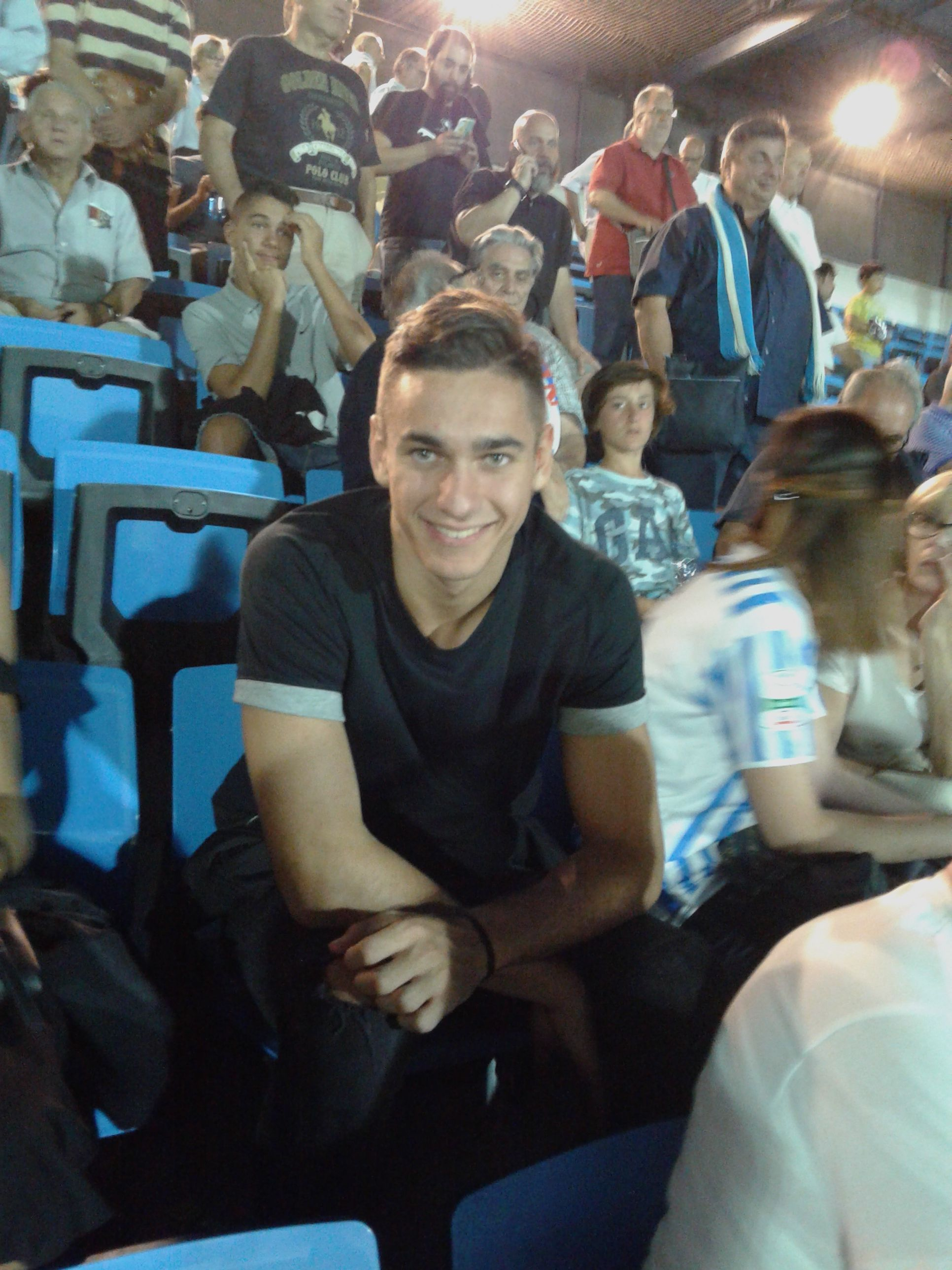
مرت در سال ۲۰۱۷

## افتخارات
مقام قهرمانی با باشگاه ناپولی در مسابقات جام حذفی ایتالیا  (کوپا ایتالیا) ٢٠٢٠-٢٠١٩ 
مقام قهرمانی اروپا با تیم ملی فوتبال ایتالیا در مسابقات جام ملتهای اروپا ٢٠٢٠